# Kellin Quinn
Kellin Quinn (Medford, Oregon - 24 de abril de 1986) é um músico e estilista estaduniense, conhecido por ser o vocalista da banda de post-hardcore Sleeping with Sirens.

## Carreira

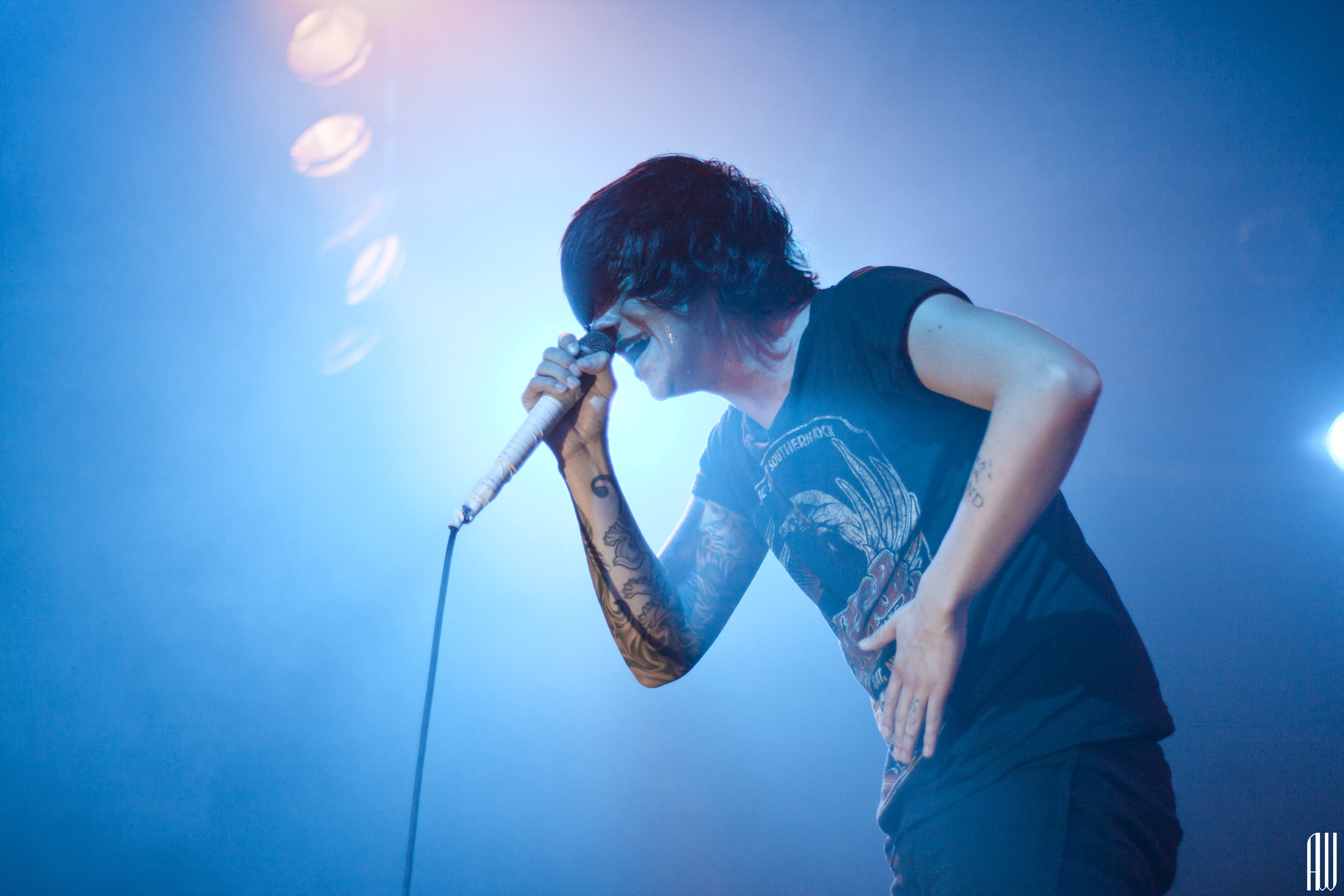
Kellin em novembro de 2012.

Kellin Quinn cantava na banda Closer 2 Closure antes de unir-se ao Sleeping with Sirens em 2009, que fez parte inicialmente da Rise Records. A banda lançou seu primeiro álbum em 2010, "With Ears to See and Eyes to Hear" que vendeu 25 mil cópias e alcançou a sétima posição nas paradas da Billboard.
Sleeping with Sirens lançou um single de comemoração ao Halloween, intitulado "Dead Walker Texas Ranger" em 22 de outubro de 2012. Kellin participou na música e no videoclipe de "King for a Day", da banda Pierce the Veil, lançado em 2012. O single se tornou ouro em 2014 e platina em janeiro de 2020.
O cantor também tem sua própria marca de roupas chamada Anthem Made.
Contando ao portal Loudwire, Kellin citou artistas como Linkin Park, Blink-182, Jimmy Eat World e Third Eye Blind como influências na sua adolescência.

## Vida pessoal
Nasceu em Medford, Oregon em 24 de abril de 1986.[carece de fontes?] Cresceu em Oregon, mudou-se para Michigan e após terminar o ensino médio voltou para sua cidade natal e se casou. Divorciou-se, e voltou para Michigan.
Casou-se com Katelynne Lahmann em 2013 e juntos o casal tem uma filha,
Copeland Quinn, nascida em 18 de maio de 2012. Também possui dois enteados do casamento anterior de Katelynne.

## Discografia
Colaborações especiais
| Ano  | Música                                                                | Álbum                     | Artista            |
| ---- | --------------------------------------------------------------------- | ------------------------- | ------------------ |
| 2010 | "The Amazing Atom"                                                    | The Secrets to Life       | At the Skyline     |
| 2010 | "There's a Situation @ the Shore" (feat. Kellin Quinn & Jesse Lawson) | Exotica EP                | Lakeland           |
| 2010 | "In the Face of Death"                                                | Crashing EP               | The Last Word      |
| 2011 | "Airplanes Pt. 2" (feat. Kellin Quinn & Tom Denney)                   | Single                    | We Are Defiance    |
| 2011 | "The Dying Hymn"                                                      | My Devil in Your Eyes     | The Color Morale   |
| 2011 | "Bring On the Empty Horses"                                           | A Hope Remains            | Call Us Forgotten  |
| 2011 | "Once Upon a Time in Mexico"                                          | Demo Version              | Cascades           |
| 2012 | "We Fight Fail"                                                       | Aerolyn                   | Aerolyn            |
| 2012 | "Miles Away"                                                          | Challenger                | Memphis May Fire   |
| 2012 | "Closer to Becoming a Killer"                                         | When the Way Is Forgotten | She Can't Breathe  |
| 2012 | "King for a Day"                                                      | Collide with the Sky      | Pierce the Veil    |
| 2012 | "The Surface Beneath"                                                 | Single                    | Avera              |
| 2012 | "Building Coral Castle"                                               | Morals EP                 | The Words We Use   |
| 2012 | "Miles Away (Acoustic)"                                               | Single                    | Memphis May Fire   |
| 2013 | "Swing Life Away (Rise Against cover)"                                | Black Flag                | Machine Gun Kelly  |
| 2013 | "Swing Life Away (Acoustic)" (feat. Kellin Quinn & Jesse Lawson)      | Single                    | Machine Gun Kelly  |
| 2013 | "500mL"                                                               | Morla and the Red Balloon | Time Traveller     |
| 2014 | "Fight Back"                                                          | Single                    | Lions Lions        |
| 2015 | "Paper Planes"                                                        | 35xxxv                    | One Ok Rock        |
| 2015 | "The Chase"                                                           | Nerve Endings             | Too Close to Touch |
| 2015 | "Into the Rest"                                                       | Into the Rest EP          | Avion Roe          |
| 2016 | "Keep Swingin'"                                                       | Youth Authority           | Good Charlotte     |
| 2016 | "Ma Chérie"                                                           | Boom Boom Room (Side A)   | Palaye Royale      |
| 2019 | "Nobody's Happy"                                                      | Single                    | Take This to Heart |
| 2019 | "RIP'"                                                                | Indie Baby                | Roseburg           |
| 2019 | "Filthy'"                                                             | It Begins EP              | Ghost Kings        |
| 2019 | "The Bottom'"                                                         | Single                    | YULTRON            |
| 2019 | "Wolf in Disguise"                                                    | Single                    | It Comes in Waves  |
| 2020 | "In the Dark"                                                         | Single                    | Point North        |
| 2020 | "Upside Down"                                                         | New Empire, Vol. 1        | Hollywood Undead   |
| 2020 | "Rose Colored Catastrophe" (feat. Kellin Quinn & HJ)                  | Single                    | Dear Me            |
| 2020 | "Time Bomb"                                                           | Resilience EP             | Halflives          |
| 2020 | "i luv that u hate me"                                                | Single                    | Story Untold       |

## Prêmios
| Ano  | Premiação                      | Categoria        | Resultado | Ref.   |
| ---- | ------------------------------ | ---------------- | --------- | ------ |
| 2014 | Alternative Press Music Awards | Melhor Vocalista | Indicado  | [ 21 ] |
| 2016 | Alternative Press Music Awards | Melhor Vocalista | Indicado  | [ 22 ] |